# Rami og Julie
Rami og Julie er en dansk film fra 1988, instrueret af Erik Clausen.
- Manuskript Erik Clausen og Fayez Kanafani.

## Medvirkende
- Saleh Malek
- Sofie Gråbøl
- Jens Jørn Spottag
- Paprika Steen